# スペシャル90
『スペシャル90』（スペシャルきゅうじゅう）は、1990年4月9日から1991年3月25日までテレビ東京系列局（当時未開局のTXN九州を除く）が毎週月曜 19:30 - 20:54 （日本標準時）に編成していたテレビ東京製作の単発特別番組枠である。全41回。

## 概要
テレビ東京はかつて月曜ゴールデンタイムに『月曜スペシャル』などの単発特別番組枠を断続的に設けていたが、1985年9月に『月曜テレビジョン』が終了してからはしばらく設けていなかった。この枠は、それから4年半ぶりに同時間帯に設けられた単発特別番組枠である。
放送番組は、動物関連の番組や探検ものの番組が多かった。また、同時間帯に『高峰三枝子追悼企画』や『紀子様ご成婚特別番組』といったこの枠とは無関係の単発特番が放送されることがあり、そのたびに休止にされていた。
タイトルは似ているが、かつてテレビ朝日系列局が編成していた『月曜スペシャル90』との関連性は特に無い。

## 放送された番組

### 1990年
1. どっきり超能力世界を行く
2. あなたの知らないタマゴの秘密
3. 西城秀樹・南海の大冒険
4. カナダ大自然の驚異
5. 超魔術ブームの頂点に挑戦
6. 不可能に挑む男たち
7. メコン川の超巨大ナマズを追え
8. 日本初 富士山頂からの鳥人飛行
9. 神秘の大自然と野生動物の宝庫
10. カツオロードの旅
11. スペインの巨大マグロを追え
12. 今夜も見せますおもしろプロ野球
13. 歴史ドキュメント
14. パラオ徹底探検
15. 八重山諸島大冒険
16. 鉄道には（以下不明）
17. ゴールを目指す職人たち
18. 都会っ子の（以下不明）
19. 南西諸島に巨大魚を追う! （19:00 - 20:54）
20. 超おもしろプロ野球・この秋一番爆笑珍プレー百連発
21. ペット商売特集
22. インド・マハラジャの神秘な世界
23. 3兆円皇室の㊙仕掛け人たち
24. 久遠の大河天塩川と秋深き利尻・礼文島
25. 晩秋の日本列島
26. 秘境シベリアに幻の巨大魚イトゥを追う
27. 老後が元気になるTV
28. 野生の白クマが大移動 カナダ極北の町は大さわぎ
29. 厳選!恐山特集
30. ダイエットブーム舞台裏徹底取材

### 1991年
1. 究極の秘術・古武道・大公開
2. 日本の華族たち2
3. 自然に愛された男たち
4. 水際の戦士たち
5. 古代ロマンの黄金王国・みちのく謎紀行
6. 迎賓館のすべて
7. 徹底取材!カラオケブーム
8. 知床半島へ感動の旅めぐり
9. 犯罪都市ニューヨーク24時
10. 日本の水族館大特集
11. 野生チンパンジー知られざる生態

（参考：1990年4月9日 - 1991年3月25日の下野新聞各日のラジオ・テレビ欄）